# Ciclismo nos Jogos Olímpicos de Verão de 2016 - Velocidade feminino
A prova de velocidade individual feminino do ciclismo nos Jogos Olímpicos de Verão de 2016 foi disputada entre 14 e 16 de agosto no Velódromo Municipal do Rio.

## Calendário
Horário local (UTC-3)
| Dia          | Horário | Fase                      |
| ------------ | ------- | ------------------------- |
| 14 de agosto | 16:00   | Qualificação fase inicial |
| 14 de agosto | 17:12   | Primeira rodada           |
| 15 de agosto | 10:00   | Segunda rodada            |
| 16 de agosto | 10:00   | Quartas de final          |
| 16 de agosto | 16:00   | Semifinal                 |
| 16 de agosto | 17:44   | Final                     |

## Medalhistas
| Ouro   | GER Kristina Vogel |
| Prata  | GBR Becky James    |
| Bronze | GBR Katy Marchant  |

## Resultados

### Qualificação
| Pos. | Ciclista                | Tempo  | Velocidade média (kph) | Notas |
| ---- | ----------------------- | ------ | ---------------------- | ----- |
| 1    | GBR Becky James         | 10.721 | 67.158                 | Q,    |
| 2    | GBR Katy Marchant       | 10.787 | 66.747                 | Q     |
| 3    | HKG Lee Wai Sze         | 10.800 | 66.667                 | Q     |
| 4    | NED Elis Ligtlee        | 10.803 | 66.648                 | Q     |
| 5    | CHN Zhong Tianshi       | 10.820 | 66.543                 | Q     |
| 6    | GER Kristina Vogel      | 10.865 | 66.268                 | Q     |
| 7    | NZL Natasha Hansen      | 10.871 | 66.231                 | Q     |
| 8    | AUS Stephanie Morton    | 10.875 | 66.207                 | Q     |
| 9    | AUS Anna Meares         | 10.947 | 65.771                 | Q     |
| 10   | LTU Simona Krupeckaitė  | 10.978 | 65.586                 | Q     |
| 11   | RUS Anastasia Voynova   | 10.985 | 65.544                 | Q     |
| 12   | CAN Kate O'Brien        | 11.020 | 65.336                 | Q     |
| 13   | NED Laurine van Riessen | 11.023 | 65.318                 | Q     |
| 14   | GER Miriam Welte        | 11.038 | 65.229                 | Q     |
| 15   | CHN Gong Jinjie         | 11.068 | 65.052                 | Q     |
| 16   | FRA Virginie Cueff      | 11.099 | 64.871                 | Q     |
| 1    | CAN Monique Sullivan    | 11.143 | 64.615                 | Q     |
| 18   | AZE Olga Ismayilova     | 11.152 | 64.562                 | Q     |
| 19   | ESP Tania Calvo         | 11.162 | 64.505                 |       |
| 20   | CUB Lisandra Guerra     | 11.171 | 64.453                 |       |
| 21   | MAS Fatehah Mustapa     | 11.207 | 64.246                 |       |
| 22   | RUS Daria Shmeleva      | 11.230 | 64.114                 |       |
| 23   | NZL Olivia Podmore      | 11.315 | 63.632                 |       |
| 24   | COL Juliana Gaviria     | 11.505 | 62.581                 |       |
| 25   | FRA Sandie Clair        | 11.517 | 62.516                 |       |
| 26   | ESP Helena Casas        | 11.707 | 61.502                 |       |
| 27   | EGY Ebtissam Mohamed    | 11.920 | 60.403                 |       |

### Primeira fase
Os vencedores da cada bateria avançaram para a segunda fase e os derrotados disputaram a repescagem.
| Ciclista            | Tempo  | Velocidade média (kph) |
| ------------------- | ------ | ---------------------- |
| GBR Becky James     | 11.367 | 63.285                 |
| AZE Olga Ismayilova | +0.165 | +0.165                 |

| Ciclista           | Tempo  | Velocidade média (kph) |
| ------------------ | ------ | ---------------------- |
| HKG Lee Wai Sze    | 11.355 | 63.408                 |
| FRA Virginie Cueff | +0.089 | +0.089                 |

| Ciclista          | Tempo  | Velocidade média (kph) |
| ----------------- | ------ | ---------------------- |
| CHN Zhong Tianshi | 11.310 | 63.660                 |
| GER Miriam Welte  | +0.499 | +0.499                 |

| Ciclista           | Tempo  | Velocidade média (kph) |
| ------------------ | ------ | ---------------------- |
| NZL Natasha Hansen | 11.400 | 63.157                 |
| CAN Kate O'Brien   | +0.183 | +0.183                 |

| Ciclista               | Tempo  | Velocidade média (kph) |
| ---------------------- | ------ | ---------------------- |
| LTU Simona Krupeckaitė | 11.308 | 63.671                 |
| AUS Anna Meares        | +0.408 | +0.408                 |

| Ciclista             | Tempo  | Velocidade média (kph) |
| -------------------- | ------ | ---------------------- |
| GBR Katy Marchant    | 11.499 | 62.614                 |
| CAN Monique Sullivan | +0.150 | +0.150                 |

| Ciclista         | Tempo  | Velocidade média (kph) |
| ---------------- | ------ | ---------------------- |
| NED Elis Ligtlee | 11.425 | 63.019                 |
| CHN Gong Jinjie  | +0.104 | +0.104                 |

| Ciclista                | Tempo  | Velocidade média (kph) |
| ----------------------- | ------ | ---------------------- |
| GER Kristina Vogel      | 11.279 | 63.835                 |
| NED Laurine van Riessen | +0.179 | +0.179                 |

| Ciclista              | Tempo  | Velocidade média (kph) |
| --------------------- | ------ | ---------------------- |
| RUS Anastasia Voynova | 11.503 | 62.592                 |
| AUS Stephanie Morton  | +0.097 | +0.097                 |

### Repescagem da primeira fase
Os vencedores de cada bateria classificaram-se para a segunda fase.
| Ciclista                | Tempo  | Velocidade média (kph) |
| ----------------------- | ------ | ---------------------- |
| AUS Anna Meares         | 11.716 | 61.454                 |
| AZE Olga Ismayilova     | +0.065 | +0.065                 |
| NED Laurine van Riessen | +0.072 | +0.072                 |

| Ciclista             | Tempo  | Velocidade média (kph) |
| -------------------- | ------ | ---------------------- |
| GER Miriam Welte     | 11.466 | 62.794                 |
| CAN Kate O'Brien     | +0.061 | +0.061                 |
| CAN Monique Sullivan | +0.154 | +0.154                 |

| Ciclista             | Tempo  | Velocidade média (kph) |
| -------------------- | ------ | ---------------------- |
| FRA Virginie Cueff   | 11.496 | 62.630                 |
| AUS Stephanie Morton | +0.012 | +0.012                 |
| CHN Gong Jinjie      | +0.188 | +0.188                 |

### Segunda fase
Os vencedores da cada bateria avançaram para as quartas de final e os derrotados disputaram a repescagem.
| Ciclista           | Tempo  | Velocidade média (kph) |
| ------------------ | ------ | ---------------------- |
| GBR Becky James    | 11.375 | 63.296                 |
| FRA Virginie Cueff | +0.037 | +0.037                 |

| Ciclista        | Tempo  | Velocidade média (kph) |
| --------------- | ------ | ---------------------- |
| HKG Lee Wai Sze | 11.551 | 62.332                 |
| AUS Anna Meares | +0.081 | +0.081                 |

| Ciclista              | Tempo  | Velocidade média (kph) |
| --------------------- | ------ | ---------------------- |
| RUS Anastasia Voynova | 11.271 | 63.880                 |
| CHN Zhong Tianshi     | +0.001 | +0.001                 |

| Ciclista          | Tempo  | Velocidade média (kph) |
| ----------------- | ------ | ---------------------- |
| GBR Katy Marchant | 12.247 | 58.789                 |
| GER Miriam Welte  | +0.343 | +0.343                 |

| Ciclista               | Tempo  | Velocidade média (kph) |
| ---------------------- | ------ | ---------------------- |
| NED Elis Ligtlee       | 11.360 | 63.380                 |
| LTU Simona Krupeckaitė | +0.033 | +0.025                 |

| Ciclista           | Tempo  | Velocidade média (kph) |
| ------------------ | ------ | ---------------------- |
| GER Kristina Vogel | 11.197 | 64.302                 |
| NZL Natasha Hansen | +0.092 | +0.092                 |

### Repescagem da segunda fase
Os vencedores da cada bateria classificaram-se para as quartas de final e os derrotados disputaram do 9º ao 12º lugares.
| Ciclista               | Tempo  | Velocidade média (km/h) |
| ---------------------- | ------ | ----------------------- |
| LTU Simona Krupeckaitė | 11.614 | 61.994                  |
| FRA Virginie Cueff     | +0.001 | +0.001                  |
| NZL Natasha Hansen     | +0.150 | +0.150                  |

| Ciclista          | Tempo  | Velocidade média (km/h) |
| ----------------- | ------ | ----------------------- |
| CHN Zhong Tianshi | 11.557 | 62.299                  |
| AUS Anna Meares   | +0.082 | +0.082                  |
| GER Miriam Welte  | +1.766 | +1.766                  |

### Classificação 9º–12º lugar
| Ciclista           | Tempo  | Velocidade média (km/h) | Pos. |
| ------------------ | ------ | ----------------------- | ---- |
| NZL Natasha Hansen | 11.852 | 61.042                  | 9    |
| AUS Anna Meares    | +0.068 | +0.068                  | 10   |
| GER Miriam Welte   | +0.174 | +0.174                  | 11   |
| FRA Virginie Cueff | +0.181 | +0.181                  | 12   |

### Quartas de final
Os vencedores da cada bateria avançaram para as semifinais e os derrotados disputaram do 5º ao 8º lugares.
| Ciclista          | Tempo (corrida 1) | Tempo (corrida 2) |
| ----------------- | ----------------- | ----------------- |
| GBR Becky James   | 11.289            | 11.243            |
| CHN Zhong Tianshi | +0.025            | +0.016            |

| Ciclista               | Tempo (corrida 1) | Tempo (corrida 2) |
| ---------------------- | ----------------- | ----------------- |
| GBR Katy Marchant      | 11.225            | 11.342            |
| LTU Simona Krupeckaitė | +1.139            | +0.232            |

| Ciclista           | Tempo (corrida 1) | Tempo (corrida 2) |
| ------------------ | ----------------- | ----------------- |
| GER Kristina Vogel | 11.230            | 11.373            |
| HKG Lee Wai Sze    | +0.044            | +0.189            |

| Ciclista              | Tempo (corrida 1) | Tempo (corrida 2) |
| --------------------- | ----------------- | ----------------- |
| NED Elis Ligtlee      | 11.405            | 11.391            |
| RUS Anastasia Voynova | +0.033            | +0.007            |

### Classificação 5º–8º lugar
| Ciclista               | Tempo  | Velocidade média (km/h) | Pos. |
| ---------------------- | ------ | ----------------------- | ---- |
| CHN Zhong Tianshi      | 11.197 | 64.302                  | 5    |
| HKG Lee Wai Sze        | +0.005 | +0.005                  | 6    |
| LTU Simona Krupeckaitė | +0.203 | +0.203                  | 7    |
| RUS Anastasia Voynova  | +0.353 | +0.353                  | 8    |

### Semifinais
Os vencedores da cada bateria avançaram para a final e os derrotados disputaram a medalha de bronze.
| Ciclista         | Tempo (corrida 1) | Tempo (corrida 2) |
| ---------------- | ----------------- | ----------------- |
| GBR Becky James  | 11.246            | 10.970            |
| NED Elis Ligtlee | +0.038            | +0.400            |

| Ciclista           | Tempo (corrida 1) | Tempo (corrida 2) |
| ------------------ | ----------------- | ----------------- |
| GER Kristina Vogel | 11.302            | 11.153            |
| GBR Katy Marchant  | +0.065            | +0.089            |

### Final
Disputa pelo bronze
| Ciclista          | Tempo (corrida 1) | Tempo (corrida 2) | Pos.              |
| ----------------- | ----------------- | ----------------- | ----------------- |
| GBR Katy Marchant | 11.237            | 11.424            | Medalha de bronze |
| NED Elis Ligtlee  | +0.087            | +0.007            | 4                 |

Disputa pelo ouro
| Ciclista           | Tempo (corrida 1) | Tempo (corrida 2) | Pos.             |
| ------------------ | ----------------- | ----------------- | ---------------- |
| GER Kristina Vogel | 11.237            | 11.312            | Medalha de ouro  |
| GBR Becky James    | +0.016            | +0.004            | Medalha de prata |